# Harbor City

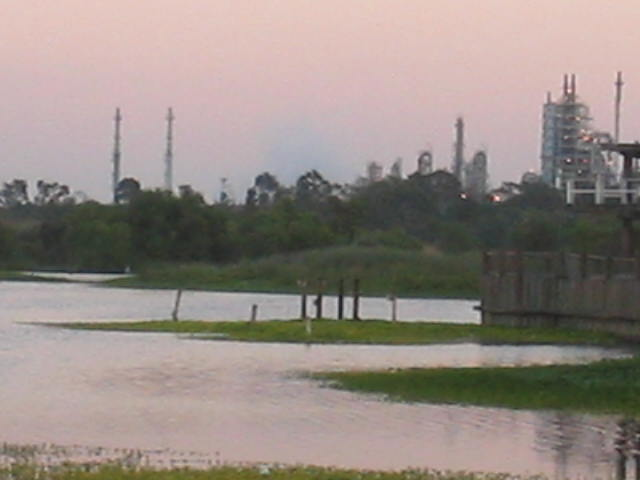
Machado Lake

Harbor City ist ein Stadtteil von Los Angeles, Kalifornien. Harbor City ist ein Teil des 15. Bezirks, und hat 24.640 Einwohner (2000). Nachbargemeinden sind im Westen Lomita und im Norden Torrance. San Pedro im Süden ist ebenfalls ein Teil des 15. Bezirks, wie auch Wilmington im Osten.
Der Stadtteil hat Wohngebiete der oberen Mittelschicht besonders an der Grenze zu Torrance und Palos Verdes einerseits und andererseits auch Straßenzüge mit besonders schwerer Kriminalität und Armut.
Harbor City war ursprünglich ein Teil der Rancho San Pedro, jenes Gebietes, das vom Spanischen Reich unter Karl III. Juan Jose Domingues 1784 übertragen wurde. Diese Ranch wurde später teilweise verkauft, und nachdem der Mexikanisch-Amerikanische Krieg 1848 endete, wurden große Teile davon auch von amerikanischen Immigranten erworben.
Um 1900 plante Los Angeles die Eingemeindung von San Pedro und Wilmington, damit auch der Hafen der Region direkt zur Stadt gehört. Als die beiden Städte zögerten, kaufte Los Angeles einen langen, schmalen Landstrich, der es in Richtung Süden mit der San Pedro Bay verband, und drohte, dort einen eigenen Hafen anzulegen. In diesem Landstrich wurden die Stadtteile Harbor Gateway und Harbor City eingerichtet. 1909 stimmten darauf San Pedro und Wilmington der Eingemeindung zu, und der neue Hafen in Harbor City wurde nicht gebaut. So bleibt der Name „Hafenstadt“ sehr ironisch, da das Gebiet weder eine Stadt ist, noch einen Hafen hat.